# Max Angelelli

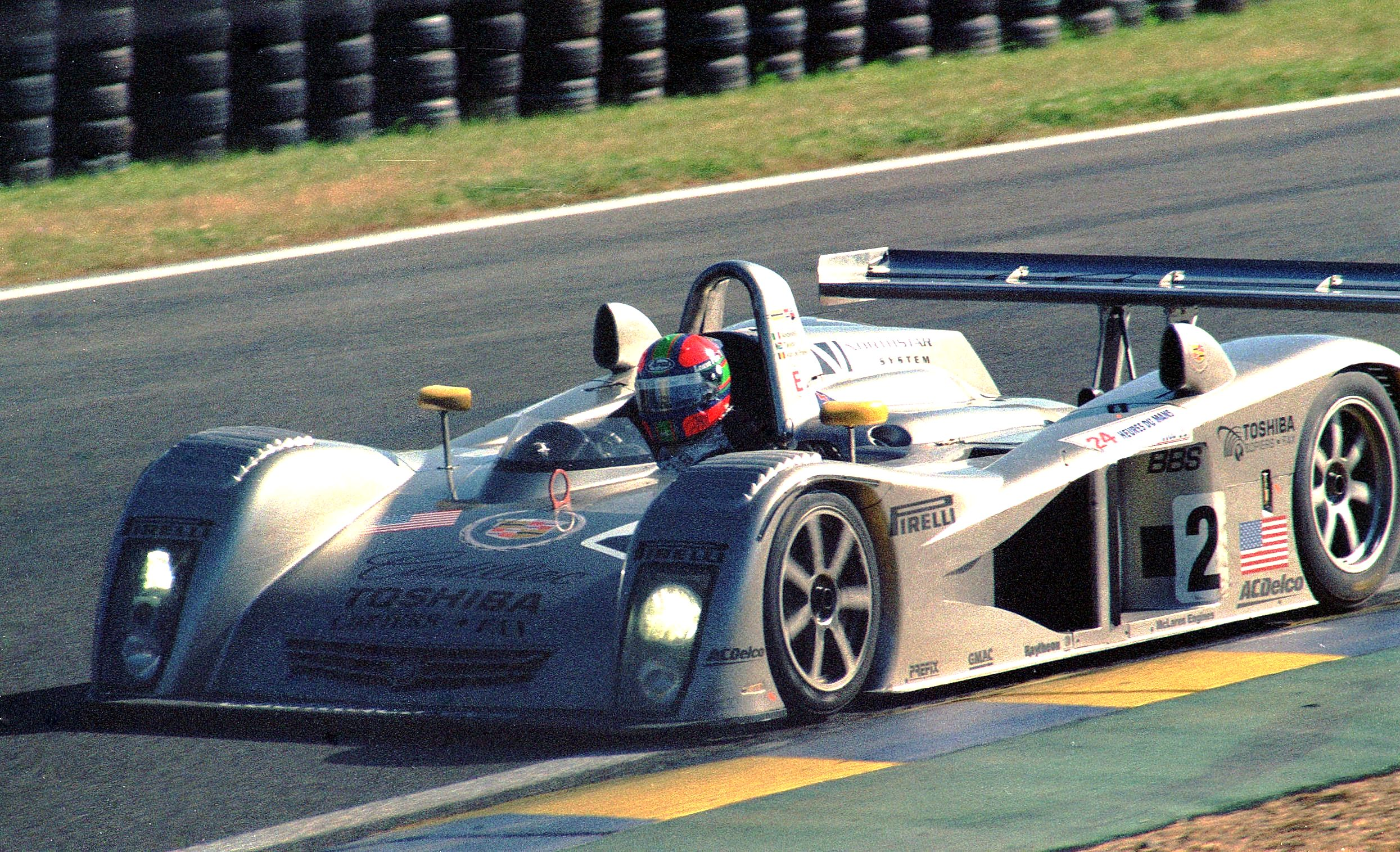
Max Angelelli am Steuer eines Cadillac Northstar LMP, beim 24-Stunden-Rennen von Le Mans 2000

Massimiliano „Max“ Angelelli (* 15. Dezember 1966 in Bologna) ist ein ehemaliger italienischer Autorennfahrer.

## Karriere als Rennfahrer
Max Angelelli fuhr seine ersten Rennen Mitte der 1980er-Jahre in italienischen Monoposto-Nachwuchsformeln. Erste Erfolge gelangen ihm in der Italienischen Formel-3-Meisterschaft, wo er nach dem dritten Rang 1990 zwei Jahre später die Meisterschaft gewann (der spätere Grand-Prix-Sieger Giancarlo Fisichella beendete die Meisterschaft als Achter). Bis zum Ablauf der Rennsaison 1996 bestritt er weiterhin Formel-3-Rennen und wurde unter anderem 1995 Zweiter beim Macau Grand Prix und im selben Jahr hinter Norberto Fontana und Ralf Schumacher Dritter in der deutschen Formel-3-Meisterschaft.
1997 wechselte Angelelli in den Sportwagensport und startete nach zwei Jahren in der FIA-GT-Meisterschaft ab 2000 fast ausschließlich in Nordamerika. Neben Teilnahmen an Wertungsläufen der American Le Mans Series fuhr er viele Jahre in der Grand-Am Sports Car Series, wo er einer der erfolgreichsten und bekanntesten Fahrer war. Zweimal – 2005 und 2013 – gewann er die Gesamtwertung dieser Rennserie. Beste Einzelerfolge waren die Gesamtsiege bei den 24-Stunden-Rennen von Daytona 2005 und 2017. Nach dem Rennen von 2017 beendete er seine Fahrerkarriere. 
Max Angelelli war auch als Fahrer von Safety-Cars aktiv und fuhr eines beim Großen Preis von San Marino 1994.

## Statistik

### Le-Mans-Ergebnisse
| Jahr | Team               | Fahrzeug                 | Teamkollege        | Teamkollege   | Platzierung | Ausfallgrund |
| ---- | ------------------ | ------------------------ | ------------------ | ------------- | ----------- | ------------ |
| 1999 | Panoz Motor Sports | Panoz LMP-1 Roadster-S   | Johnny O’Connell   | Jan Magnussen | Rang 11     |              |
| 2000 | Team Cadillac      | Cadillac Northstar LMP   | Eric van de Poele  | Wayne Taylor  | Rang 22     |              |
| 2001 | DAMS               | Cadillac Northstar LMP01 | Christophe Tinseau | Wayne Taylor  | Rang 15     |              |
| 2002 | Team Cadillac      | Cadillac Northstar LMP01 | Christophe Tinseau | Wayne Taylor  | Rang 9      |              |

### Sebring-Ergebnisse
| Jahr | Team                | Fahrzeug                 | Teamkollege   | Teamkollege        | Teamkollege           | Platzierung | Ausfallgrund |
| ---- | ------------------- | ------------------------ | ------------- | ------------------ | --------------------- | ----------- | ------------ |
| 1999 | Doyle-Risi Racing   | Ferrari 333SP            | Wayne Taylor  | Alex Caffi         | Juan Manuel Fangio II | Rang 6      |              |
| 2000 | Team Cadillac       | Cadillac Northstar LMP   | Wayne Taylor  | Eric van de Poele  |                       | Rang 6      |              |
| 2002 | Team Cadillac       | Cadillac Northstar LMP02 | Wayne Taylor  | Christophe Tinseau |                       | Rang 29     |              |
| 2014 | Wayne Taylor Racing | Dallara Corvette DP      | Jordan Taylor | Ricky Taylor       |                       | Rang 7      |              |
| 2015 | Wayne Taylor Racing | Chevrolet Corvette DP    | Jordan Taylor | Ricky Taylor       |                       | Rang 2      |              |
| 2016 | Wayne Taylor Racing | Chevrolet Corvette DP    | Jordan Taylor | Ricky Taylor       | Rubens Barrichello    | Ausfall     | Defekt       |